# Villa Stein
La villa Stein (également nommée villa de Monzie ou les Terrasses) est une maison située au 17 rue du Professeur-Victor-Pauchet à Vaucresson dans les Hauts-de-Seine, en France.

## Historique
La maison, qui a appartenu au couple de collectionneurs Michael et Sarah Stein (celui-ci, frère de Gertrude et Leo Stein), ainsi qu'à leur amie Gabrielle de Monzie, est construite par Le Corbusier entre 1927 et 1928 ; c'est la maison la plus chère qu'ait dessinée l'architecte entre les deux guerres. En dehors des chambres, toutes les pièces sont alors communes aux deux familles, dans un esprit de convivialité. La villa est divisée en cinq appartements à la fin des années 1960.
L'édifice est inscrit au titre des monuments historiques en 1975, puis classé le 30 mars 2017.

## Caractéristiques

### Principes
La villa Stein est une réalisation emblématique de la période puriste de Le Corbusier, marquée par des villas aux façades blanches et aux lignes géométriques. En 1919, l'architecte définit ainsi le purisme dans la revue d'avant-garde L'Esprit nouveau qu'il crée avec les artistes Amédée Ozenfant et Paul Dermée : 

« Les œuvres sont rendues lisibles par des formes simples et dépouillées, organisées en constructions ordonnées, génératrices d'harmonie. »

Cette villa est une réinterprétation du pavillon de l'Esprit nouveau, un logement type mis au point pour un immeuble-villa lors de l'exposition des Arts Décoratifs de 1925. Ses façades blanches l'inscrivent dans la série des villas blanches, dont la villa Savoye (1931) à Poissy est l'exemple le plus connu. À la villa Stein, Le Corbusier utilise les cinq points de l'architecture moderne : 
- 1 : Des pilotis soutenant les dalles de béton pour les fondations
- 2 : Un toit-terrasse
- 3 : Le plan libre
- 4 : Des fenêtres en bandeau (en longueur) pour laisser entrer un maximum de lumière dans chaque pièce.
- 5 : La façade libre, dégagée de sa fonction porteuse.

Pour créer cette villa, Le Corbusier s'inspire également du modèle classique de la villa Foscari construite au XVIe siècle par l'architecte italien Andrea Palladio, près de Mira en Vénétie, considérée comme l'œuvre la plus harmonieuse du Palladio.

### Réalisation
La villa est un édifice alliant béton et verre pour ses façades. À l'intérieur, les murs n'ont pas de fonction porteuse mais juste un rôle de cloison entre les pièces. La villa est conçue de façon que la lumière soit omniprésente à l'intérieur. Le vide a aussi sa place dans cette maison, on le trouve partout. Pour l'architecte, les paquebots étaient des modèles d'esthétique. On retrouve donc des connotations navales notamment avec la plate-forme panoramique surmontant le toit qui rappelle la cabine de commandement d'un navire. 
L'intérieur de la maison a été construit pour accueillir la collection d'art moderne de ses premiers copropriétaires, les Stein. On y trouve donc des niches et des pans de mur dégagés où les tableaux étaient accrochés.
La villa se caractérise à l'extérieur par ses terrasses en escalier, dont le surnom donné par Le Corbusier de villa « les Terrasses ».

## La villa et le cinéma
Le film Oscar d'Édouard Molinaro, avec Louis de Funès, a été tourné en partie dans la propriété.

## Pour approfondir